# The Procrastinator
The Procrastinator è un album di Lee Morgan, pubblicato dalla Blue Note Records nel 1978. Tutti i brani furono registrati al Van Gelder Studio di Englewood Cliffs in New Jersey (Stati Uniti).

## Tracce
Lato A
1. The Procrastinator – 8:06 (Lee Morgan) – Registrato il 14 luglio 1967
2. Party Time – 6:02 (Lee Morgan) – Registrato il 14 luglio 1967
3. Dear Sir – 6:57 (Wayne Shorter) – Registrato il 14 luglio 1967

Lato B
1. Stopstart – 6:11 (Lee Morgan) – Registrato il 14 luglio 1967
2. Rio – 6:12 (Wayne Shorter) – Registrato il 14 luglio 1967
3. Soft Touch – 7:06 (Lee Morgan) – Registrato il 14 luglio 1967

Lato C
1. Free Flow – 4:48 (George Coleman) – Registrato il 10 ottobre 1969
2. Stormy Weather – 5:42 (Harold Arlen, Ted Koehler) – Registrato il 12 settembre 1969
3. Mr. Johnson – 6:09 (Harold Mabern) – Registrato il 12 settembre 1969

Lato D
1. The Stroker – 5:45 (Julian Priester) – Registrato il 10 ottobre 1969
2. Uncle Rough – 5:33 (Harold Mabern) – Registrato il 10 ottobre 1969
3. Claw-Til-Da – 3:05 (Mickey Roker) – Registrato il 10 ottobre 1969
4. Untitled Boogaloo – 5:40 (Lee Morgan) – Registrato il 12 settembre 1969[2]

## Musicisti
Brani A1, A2, A3, B1, B2 e B3
- Lee Morgan - tromba
- Wayne Shorter - sassofono tenore
- Bobby Hutcherson - vibrafono
- Herbie Hancock - pianoforte
- Ron Carter - contrabbasso
- Billy Higgins - batteria

Brani C1, C2, C3, D1, D2, D3 e D4
- Lee Morgan - tromba
- Julian Priester - trombone
- George Coleman - sassofono tenore
- Harold Mabern - pianoforte
- Walter Booker - contrabbasso
- Mickey Roker - batteria